# Олесница (гмина, Олесницкий повет)
Олесница (пол. Oleśnica) — сельская гмина (волость) в Польше, входит как административная единица в Олесницкий повет, Нижнесилезское воеводство. Население — 11 240 человек (на 2004 год).

## Демография
| Перепись                       | Всего   | Всего | Женщины | Женщины | Мужчины | Мужчины |
| ------------------------------ | ------- | ----- | ------- | ------- | ------- | ------- |
| Единицы                        | человек | %     | человек | %       | человек | %       |
| Население                      | 11 240  | 100   | 5456    | 48,5    | 5784    | 51,5    |
| Плотность населения (чел./км²) | 46,2    | 46,2  | 22,4    | 22,4    | 23,8    | 23,8    |

## Сельские округа
1. Богуславице
2. Богушице
3. Бжезинка
4. Быстре
5. Цесле
6. Домброва
7. Грембошице
8. Енковице
9. Кшечин
10. Лигота-Мала
11. Лигота-Польска
12. Лигота-Велька
13. Нецишув
14. Нова-Лигота
15. Новошице
16. Осада-Лесьна
17. Островина
18. Пишкава
19. Понятовице
20. Смардзув
21. Смольна
22. Соколовице
23. Спалице
24. Свежна
25. Вшехсвенте
26. Вышогруд
27. Зажиско
28. Зимница

## Соседние гмины
1. Гмина Берутув
2. Гмина Черница
3. Гмина Длуголенка
4. Гмина Доброшице
5. Гмина Дзядова-Клода
6. Гмина Ельч-Лясковице
7. Олесница
8. Гмина Сыцув
9. Гмина Твардогура